# Kebena
Kebena (en amharique : ቀቤና ልዩ ወረዳ) est un woreda spécial de la région Éthiopie du Centre. Ce district porte le nom du peuple Kebenas (en). Il est bordé au sud par la rivière Wabe et au nord par la région Oromia.

## Histoire
Kebena était historiquement un État indépendant avant l'annexion du territoire par l'Abyssinie en 1889.
Selon le géographe français du XIXe siècle Élisée Reclus, la région de Kebena abrite le meilleur tabac.
Le woreda Kebena est créé dans la zone Gurage de la région des nations, nationalités et peuples du Sud probablement en 2007. Il reprend la partie orientale de l'ancien woreda Goro, à l'exception notable de la ville de Welkite qui a désormais le statut de woreda et d'une exclave du woreda Abeshge à l'est de Welkite.
La zone Gurage se rattache à la nouvelle région Éthiopie du Centre en août 2023.
Kebena acquiert peu après[réf. souhaitée] le statut de woreda spécial qui le rattache directement à la région indépendamment de la zone Gurage.

## Situation
Limitrophe de la région Oromia, Kebena s'étire d'est en ouest entre la limite régionale et la rivière Wabe.
|                                        | Goro                        | Waliso         |
| Abeshge                                | Kebena                      | Kokir Gedebano |
|                                        | Cheha, Ezha, Muhor Na Aklil |                |
| Enclave : Welkite et exclave d'Abeshge |                             |                |

## Données démographiques
Le recensement national de 2007 fait état d'une population entièrement rurale de 52 379 habitants dans le woreda Kebena. Près de 90 % des habitants du woreda sont musulmans, 8 % sont orthodoxes et 2 % sont protestants.
En 2022, la population est estimée sur le même périmètre à 68 135 personnes avec une densité de population de 229 personnes par km2 et 298 km2 de superficie,.